# Bare Šumanovića
Bare Šumanovića är en ort i Montenegro. Den ligger i den centrala delen av landet. Bare Šumanovića ligger 213 meter över havet och antalet invånare är 171. Orten har en järnvägsstation.
Terrängen runt Bare Šumanovića är bergig åt sydväst, men åt nordost är den kuperad. Bare Šumanovića ligger nere i en dal. Närmaste större samhälle är Nikšić, 19,8 km nordväst om Bare Šumanovića. Omgivningarna runt Bare Šumanovića är en mosaik av jordbruksmark och naturlig växtlighet.